# Salins-Fontaine
Salins-Fontaine é uma comuna francesa na região administrativa de Auvérnia-Ródano-Alpes, no departamento da Saboia. Estende-se por uma área de 8.64 km². Em 2010 a comuna tinha 1 028 habitantes (densidade: 119 hab./km²).
Foi criada em 1 de janeiro de 2016, após a fusão das antigas comunas de Salins-les-Thermes e Fontaine-le-Puits.